# Plano Banzer
O Plano Banzer é o nome dado a um plano vazado para desacreditar a teologia da libertação e suprimir a dissidência de esquerda na Igreja Católica Romana. Apoiado por dez governos latino-americanos na década de 1970, o chamado Plano Banzer foi originalmente formulado na Bolívia em 1975. Foi desenvolvido em colaboração com a Agência Central de Inteligência dos Estados Unidos. O nome provém do presidente Hugo Banzer, então governante da Bolívia.

## Histórico
O chamado Plano Banzer, elaborado pelo Ministério do Interior boliviano com o apoio da Agência Central de Inteligência dos Estados Unidos, foi desenvolvido no início de 1975 e posteriormente vazado para a igreja por um funcionário indignado do governo. O coronel Hugo Banzer, então governante da Bolívia, apresentava-se como um defensor da "civilização cristã". Os alvos incluíam Jorge Manrique Hurtado, arcebispo de La Paz, e as táticas sugeridas envolviam plantar documentos nas dependências eclesiásticas e censurar ou fechar propriedades da igreja e estações de rádio. Nas áreas rurais, as paróquias foram invadidas, os padres foram presos e expulsos e, às vezes, torturados e assassinados.
O plano foi endossado por outros nove governos latino-americanos em 1977.